# Stockhausen (Herbstein)
Stockhausen este o localitate ce aparține de orașul Herbstein din landul Hessa, Germania.